# Žaltář

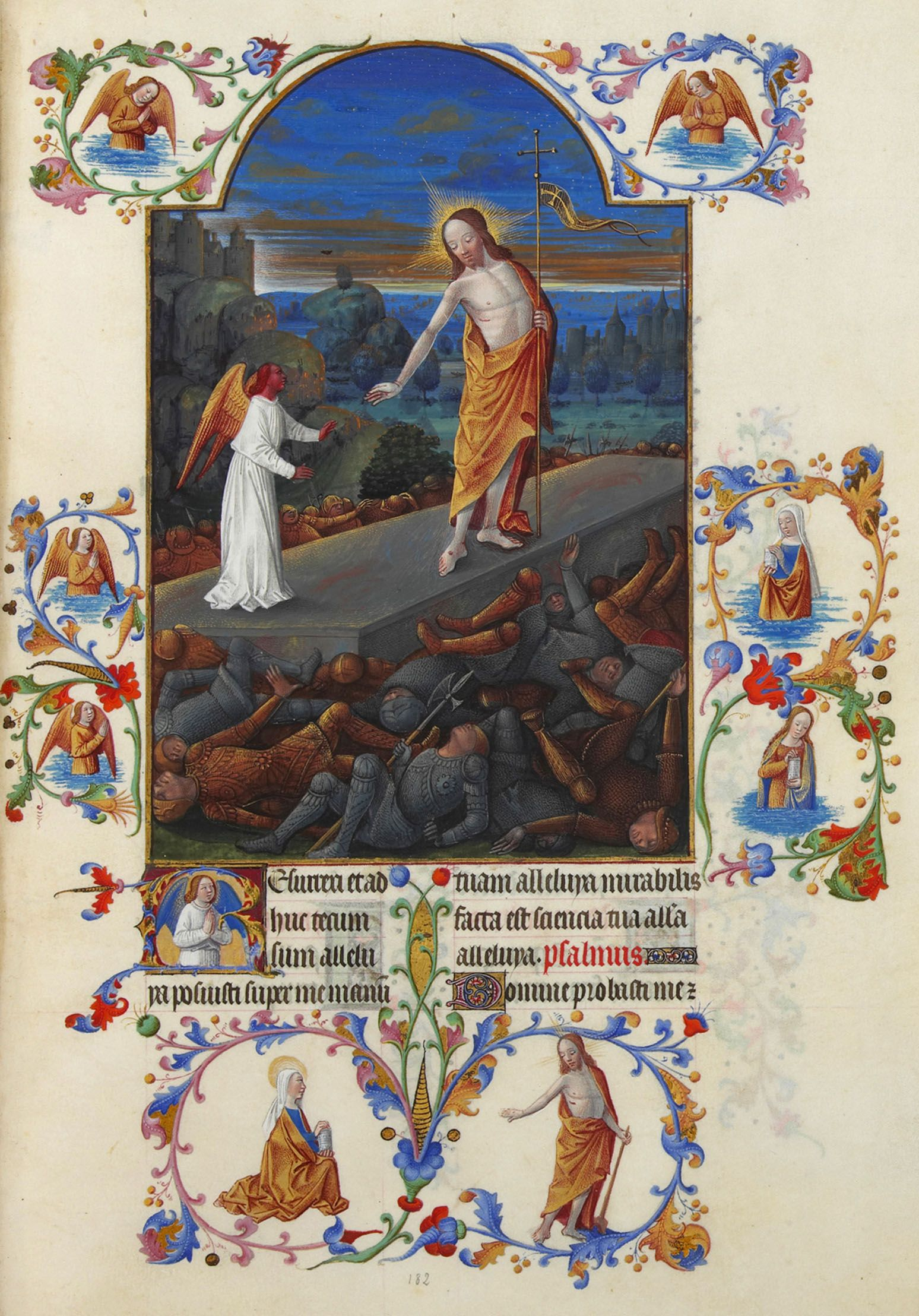
Kristovo zmrtvýchvstání (Přebohaté hodinky vévody z Berry)

Žaltář (latinsky psalterium, ze starořec. ψαλτηριον, psaltérion) je kniha, která obsahuje žalmy. 

## Charakteristika
V užším slova smyslu se tímto termínem rozumí biblická Kniha žalmů, která je ve skutečnosti sbírkou samostatných žalmů nebo jejich již existujících menších sbírek. 
V širším slova smyslu se jako žaltář označuje jakákoli sbírka žalmů, především středověké rukopisy s žalmy, používané při liturgii hodin (hodinky). Slovo žaltář může však označovat i jen jeden oddíl knihy, který obsahuje žalmy, např. zvláštní oddíl breviáře.
Leckteré z dochovaných žaltářů jsou významná historická a umělecká díla, například Melisendin žaltář z 12. století.